# Ponte Duarte Pacheco
A Ponte Duarte Pacheco é uma ponte de alvenaria e cantaria de granito sobre o rio Tâmega, que liga Entre-os-Rios (Penafiel) a Torrão (Marco de Canaveses), em Portugal. Faz parte da Estrada Marginal do Douro (EN 108).
A sua construção iniciou-se em 1937 e foi inaugurada a 18 de setembro de 1941 pelo então Presidente da República Óscar Carmona. Foi a primeira ponte em Portugal cujas fundações foram construídas sobre caixões em ar comprimido.

## História
A ponte andou cerca de 40 anos em perspetiva tendo em vista a necessidade de atravessar o rio Tâmega dando continuidade a estrada nacional Porto-Amarante, em 1938 iniciaram-se os primeiros estudos do engenheiro João Alberto Barbosa Carmona, ilustre Chefe de Divisão de Estradas. A empreitada, desta ponte em ficou a cargo do engenheiro Jorge Bastin e do construtor civil Manuel Gonçalves Costa.
Em 1969 houve uma cerimónia de homenagem póstuma a Duarte Pacheco, antigo ministro das Obras Públicas, presidida pelo industrial Adolfo Pinho Ribeiro, em Entre-os Rios, na freguesia de Eja do concelho de Penafiel.